# Triumph Twelve
Das Modell Triumph Twelve wurde 1939 vom britischen Autohersteller Triumph Motor Company gebaut.

## Geschichte
Der Triumph Twelve wurde von Donald Healey und Walter Belgrove entwickelt. Der Twelve war das letzte Modell unter der Triumph Motor Company vor der Übernahme durch die Standard Motor Company. Mit diesem Modell bewegte sich Triumph weiter in das Niedrigpreissegment.
Das Geschäftsjahr 1938 hatte Triumph noch mit einem geringen Gewinn abgeschlossen. Durch die Entwicklungs- und Werkzeug-Kosten für den Twelve entstand 1939 ein Minus.
Eine genaue Herstellungszahl kann nicht genannt werde, da der Triumph Twelve bereits im laufenden Konkursverfahren gebaut wurde. Es wird von etwa 50 Fahrzeugen ausgegangen.
Während des Zweiten Weltkrieges verlegte sich Triumph auf Grund der Erfahrungen im Aluminiumbau auf die Fertigung von Flugzeugteilen. 1940 wurde das Werk in Coventry ein Opfer von Fliegerbomben.

## Modell
Der Twelve wurde nur in der viertürigen Saloon-(Limousine)-Variante angeboten. Als technische Ausgangsbasis diente dabei der stark modifizierte Rahmen des Dolomite 1 1/2-Litre. Walter Belgrove führte eine Reihe von technischen Neuerungen ein: einen konventionellen Kühlergrill, geänderte Kotflügel, eine aufgesetzte Kofferbox, in welche auch das Reserverad integriert war, hydraulische Stoßdämpfer, Schiebedach und eine Zentralschmierung. Aus Einsparungsgründen wurden eine mechanische Benzinpumpe und Scheibenräder verbaut. Speichenräder waren nur optional erhältlich.